# Westnederland

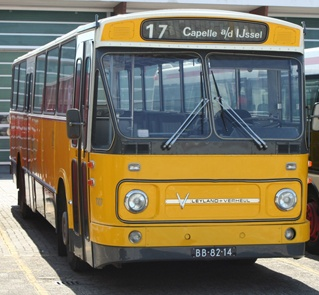
Leyland-Verheul 1107 uit 1968 was in feite de eerste (lees: oudste) standaardstreekbus van Westnederland. Deze bus maakt deel uit van de serie 1107-1111 en werd in 1968 door de Citosa uit Boskoop aangeschaft.

De NV Verenigd Streekvervoer Westnederland te Boskoop is een voormalig Nederlands openbaarvervoerbedrijf, dat van 1 januari 1969 tot 1 november 1994 actief was in het stads- en streekvervoer in een groot deel van de provincie Zuid-Holland en het zuidwestelijk deel van Utrecht.

## Het ontstaan van Westnederland

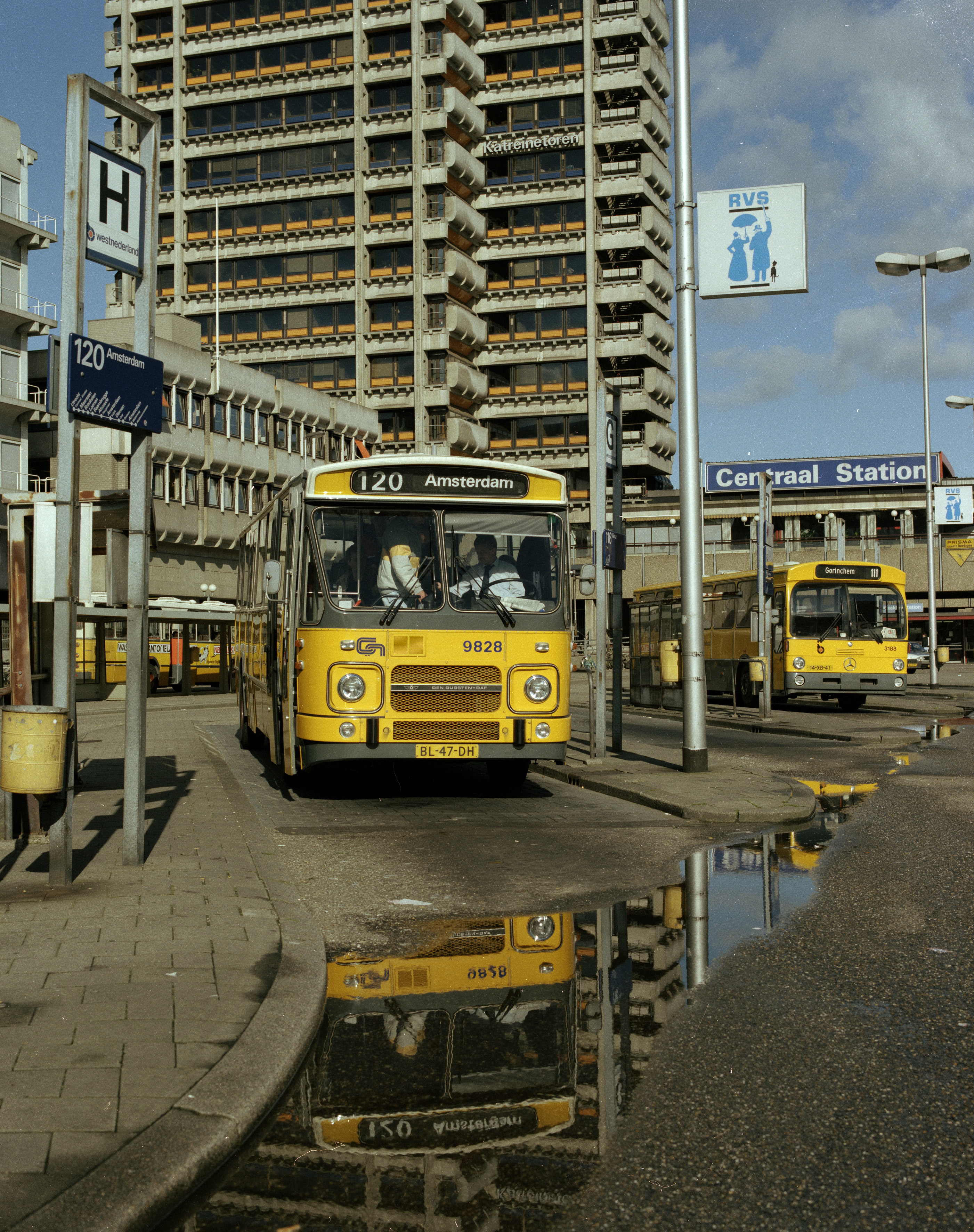
Rechts een naar Duitse normen gebouwde Mercedesbus op lijn 111 naast een bus van CN op het streekbusstation van Utrecht, 1985

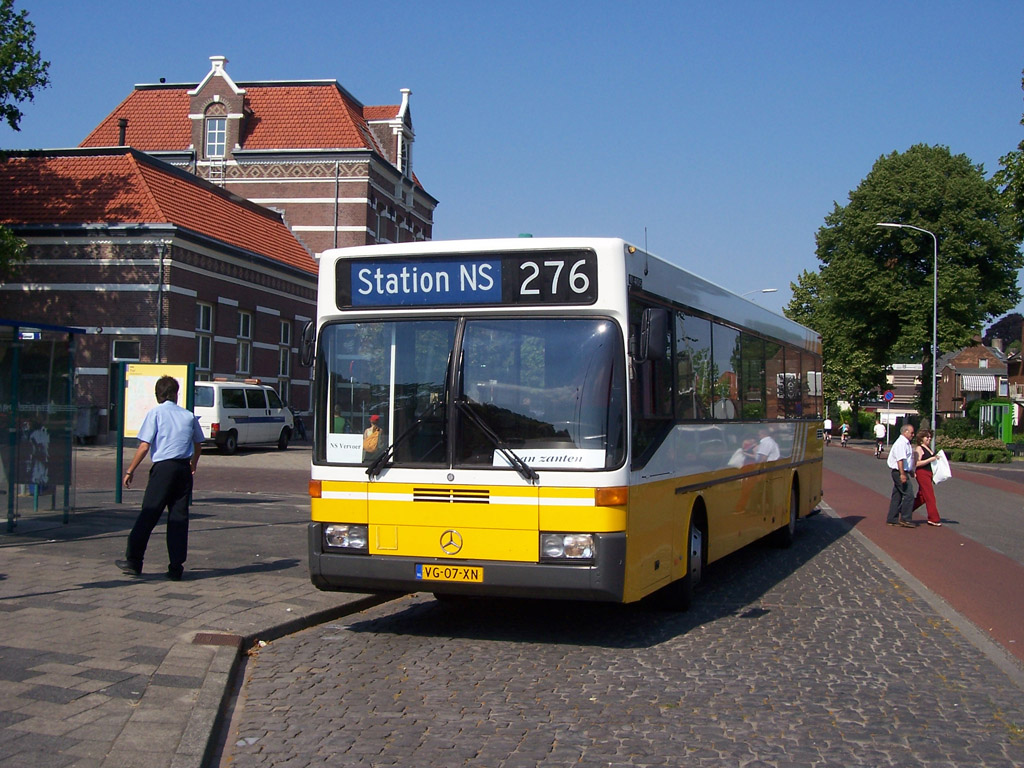
Westnederland schafte in de periode 1988-1992 een groot aantal Mercedes-Benz O405-streekbussen aan. Zij kwamen in 1999 bij Connexxion terecht en deden dienst tot 2008. Bovenstaande 3977 ging in 2003 buiten dienst.

Het bedrijf "Westnederland" ontstond in 1968 - en ging per 1 januari 1969 rijden - na een fusie tussen:
- de Westlandse Streekvervoer Maatschappij (WSM) te Den Haag-Loosduinen en de
- Autobusonderneming "Citosa" te Waddinxveen (tot 1961 Boskoop).
- Autobusbedrijf Gebr. Van Gog te Capelle aan den IJssel was op 1 oktober 1967 door Citosa overgenomen en werd op 1 januari 1969 door Westnederland ingelijfd, hoewel de naam nog als Van Gog's Autobusdiensten NV zou voortleven tot 1974.
- Ook in 1974 ging de NV Vervoermaatschappij "De Twee Provinciën" te Rotterdam, ontstaan uit vier in de jaren 1966-74 door NS overgenomen busbedrijven, op in Westnederland,
- in 1987 gevolgd door Autobusbedrijf "VAGU" BV te Oudewater.

## Bedrijfsstructuur
Van meet af aan was Westnederland een dochteronderneming van NS, omdat de NS vrijwel alle aandelen bezat van Citosa en WSM. In 1974 voegde Westnederland zich bij de Vereniging van Exploitatieve Samenwerking Openbaar Vervoerbedrijven (ESO), een verbond van streekvervoerders. Het doel van de ESO was om samen een goede gesprekspartner voor de rijksoverheid te vormen. Zo konden ook subsidies vanuit de overheid beter gekanaliseerd worden. In 1982 trok de NS zich als aandeelhouder terug uit het streekvervoer, waarna de NV Aandelenbezit Streekvervoer (ABS) werd opgericht. In deze nieuwe holding (met de staat als eigenaar) werden de aandelen in het streekvervoer ondergebracht. In 1989 werden de activiteiten van ESO en ABS samengebundeld tot Verenigd Streekvervoer Nederland (VSN). De naam van deze holding werd in 1992 gewijzigd in VSN-Groep.
Het hoofdkantoor van Westnederland was gevestigd aan de Hoogeveenseweg te Boskoop (voor 1990 Waddinxveen), het vroegere hoofdkantoor van streekvervoerder Citosa. Op 9 december 2006 sloot Connexxion (de rechtsopvolger van Westnederland) de vestiging op deze historische plaats. Het gebouw  bestaat nog steeds en is anno 2021 in gebruik als huisvestingslocatie voor arbeidsmigranten, die vooral werkzaam zijn in de planten- en bomenteelt in en rond Boskoop.

## Vervoersgebied
Het vervoergebied van Westnederland strekte zich uit tussen Den Haag, Hoek van Holland, Rotterdam, Dordrecht, Gorinchem, Vianen, Nieuwegein, De Meern, Utrecht, Alphen aan den Rijn, Zoetermeer en Leiden.
Stadsdiensten, met in elke plaats een eigen lijnnummergroep, werden gereden in: 
- Alphen aan den Rijn (vanaf 70)
- Delft (vanaf 60)
- Gouda (vanaf 1)
- Gorinchem (vanaf 80)
- Leiden (vanaf 11), slechts van juni-november 1994
- Nieuwegein (vanaf 50)
- Zoetermeer (vanaf 18, sinds 2000 vanaf 70)

Naast de hoofdvestiging in Boskoop had Westnederland vestigingen in onder andere:
- Alphen aan den Rijn
- Delft
- Den Haag Loosduinen
- Gorinchem
- Gouda
- Krimpen a/d IJssel
- Nieuwegein (in combinatie met de remise voor de sneltram)
- Meerkerk
- Ridderkerk
- Schoonhoven
- Sliedrecht
- Vreeswijk (tot 1978)
- Vlaardingen
- Voorburg
- Zoetermeer

In 1983 waren er drastische wijzigingen in de regio Haaglanden: de lijnnummers 50, 51,52, 53, 54, 55, 56, 57, 58, 59 en 79 vervielen. 
50 en 54 werden 127 en 128, 51 werd 123, 52 werd 126, 53 werd 124, 54 werd 127/128, 55 werd 134, 56 werd 121 en 129, 57 werd 132, 58 werd 130/131, 59 werd ook 132, 135-S was geheel nieuw, en 79 werd 136-S.
Op 29 mei 1994 vond herverkaveling plaats van de vervoersgebieden van Westnederland en de aangrenzende bedrijven. Het vervoersgebied ten zuiden van de stad Utrecht (inclusief de sneltram) ging over naar Midnet. Dit bedrijf was ontstaan na een fusie tussen Centraal Nederland en de VAD. Door de verschuivingen raakte Westnederland de vestiging Nieuwegein (inclusief bus/trammaterieel) kwijt. Op 1 juni 1994 werd het vervoersgebied van Westnederland uitgebreid met het streekvervoer tussen Leiden en Den Haag (inclusief de stadsdienst Leiden). Dit vervoersgebied viel tot op dat moment onder beheer van de NZH. Na de overname door Westnederland wisselde ook een aantal NZH-bussen van eigenaar.

## Fusies en overnames
In 1991 hadden de Haagse stadsvervoerder HTM en Westnederland plannen om te fuseren. Om deze plannen wereldkundig te maken werd een Mercedes-bus deels in HTM-kleuren gespoten. Tot een daadwerkelijke fusie is het nooit gekomen. Wel werd in 1991 het touringcarbedrijf "Westercoach" overgenomen, gevolgd door "Eurotax Holding" uit Schiedam in 1992.
Op 1 november 1994 hield Westnederland op te bestaan. Na een fusie met ZWN ging Westnederland verder als de ZWN-Groep. De hoofdzetel van dit bedrijf bleef Boskoop. Op 10 mei 1999 werd dit bedrijf onderdeel van Connexxion.

## Sneltram Utrecht - Nieuwegein - IJsselstein
Al in de jaren 60 waren er plannen om een spoorverbinding aan te leggen tussen de stad Utrecht en de groeikern Nieuwegein (die in 1971 ontstond door het samengaan van de gemeenten Vreeswijk en Jutphaas). In eerste instantie werd gedacht aan een stadsspoorlijn via het Lunettentracé (zoals de latere Zoetermeerlijn van de NS). Deze plannen haalden het echter niet. In 1974 werd besloten tot de aanleg van een sneltramverbinding tussen Utrecht en Nieuwegein. De benodigde infrastructuur zou worden aangelegd onder auspiciën van de Nederlandse Spoorwegen door onder andere Strukton en Elektrorail. De exploitatie van de sneltram werd door de Nederlandse Spoorwegen gegund aan Westnederland.
In 1976 werd begonnen met de bouw van het nieuwe remisecomplex te Nieuwegein. Dit omvatte zowel een tram- als een busremise, een onderhoudswerkplaats (inclusief wasstraat) en een post voor de verkeersleiding. In 1978 kon het complex worden geopend, waarna de oude busgarage aan de Handelskade in Vreeswijk werd gesloten. In tussentijd werd er hard gewerkt aan het tracé van de sneltram.
In 1979 werden 27 tramstellen besteld bij de SIG te Neuhausen (Zwitserland). Deze, genummerd 5001-5027, waren van het zogenaamde "Stadtbahn B-model". Dit type tram was destijds zeer populair in Duitsland. In 1982 werden de eerste tramstellen op spoorwagons in Utrecht afgeleverd. In 1983 volgde het restant, waarna werd begonnen met instructieritten. 
Op 17 december 1983 kon het traject Utrecht - Nieuwegein-Zuid/Utrecht Nieuwegein-Doorslag in gebruik worden genomen. De verlenging naar IJsselstein volgde pas in 1985. In 2000 volgde een verdere verlenging.
Bij eventuele calamiteiten werd het gebruik van een hulpverleningswagen noodzakelijk geacht. Speciaal voor dit doel werd de voormalige Delftse stadsbus met het nummer 5443 omgebouwd tot hulpverleningswagen. In die hoedanigheid reed de 5443 nog tot en met 1988/1989. Diens opvolger was een Leyland-Den Oudsten LOK uit 1976. Deze stadsbus, eveneens met een Delfts verleden, werd na buitendienststelling in juli 1988 zeer ingrijpend verbouwd. Zo kreeg de bus aan de achterzijde een stalen nooddeur, welke uitgeklapt kon worden en als oprijplank kon fungeren. Voorts kreeg de bus diverse stellages ten behoeve van onderdelenopslag. Zo konden kleine defecten aan de sneltram zeer snel worden verholpen.

## Autobusmaterieel
Met het ontstaan van Westnederland kwam al het oudere materieel van de Citosa en de WSM mee naar dit bedrijf. Het oudere materieel bestond onder andere uit Leyland A-Roads (zowel met een Werkspoor-carrosserie als met Den Oudsten-carrosserie) en Verheul-streekbussen (Leyland Royal Tiger). Ook kwamen er enkele standaardstreekbussen mee alsmede de negen Deftse stadsbussen Leyland Verheul LVS 5437-5445. Later kwamen hier nog de bussen van de Twee Provinciën bij. In onderstaand overzicht is het Westnederland-busmaterieel uit de periode 1969-1994 in grote lijnen opgenomen. Ook de standaardstreekbussen die door de Citosa, TP en WSM zijn aangeschaft, zijn in de lijst opgenomen.
| Merk / Type                                 | Series | Bijzonderheden |
| ------------------------------------------- | --- | --- |
| DAF / Den Oudsten MB200                     | 3555-3571, 3679-3693, 3749-3751, 3770-3784, 3800-3802, 3864-3882, 6100-6112, 6219-6223, 6224-6243, 6841-6843, 8225-8248, 8356-8370, 8413-8439, 8440-8462, 8586-8595, 8667, 8767-8788, 9274-9307, 9349-9381, 9600-9614, 9665-9675, 9780-9798, 9839-9846, 9976-9978 | De bussen tussen het nummer 8225 en 9675 hadden een brede voorinstap. Tot aan het nummer 9381 hadden de bussen een Wilson semi-automaat. De wagens uit de series 3749-3751, 3770-3784, 3800-3802 en 3864-3882 waren geheel geel en hadden geplakte zonwerende ruiten. |
| DAF / Den Oudsten MB200 semitoer            | 6598-6601, 6613-6618, 6666-6671, 6684-6689 | De serie 6666-6671 en 6684-6689 waren echte semitoerbussen, terwijl de overige twee series touringcars waren die op de standaardstreekbus waren gebaseerd. |
| DAF / Den Oudsten DOK                       | 6500-6507 | Midibussen (10-meter) voor de stadsdiensten van Delft en Gouda |
| Den Oudsten B79                             | 7000-7009 | Midibussen (10-meter) voor de stadsdiensten van Delft en Gouda |
| Den Oudsten B85                             | 0200-0203 | Lagevloersbussen voor de stadsdienst van Nieuwegein (proefproject in samenspraak met Den Oudsten) |
| Den Oudsten B86                             | 6728-6736, 6575-6581 | De 6728-6736 hadden een lengte van 10-meter, de 6575-6581 hadden een lengte van 8-meter. De eerste serie reed vooral in Gorinchem en Gouda. De serie 6575-6581 was speciaal voor Delft aangeschaft. |
| Den Oudsten B88 MB230                       | 4001, 4026-4037 | Deze bussen gingen in 1990 naar Centraal Nederland in verband met een garage brand in Utrecht en WN streefde naar standaardisatie van het wagenpark |
| Den Oudsten B88 SB220 10-meter              | 6305-6312, 6330-6334, 6364-6368 | Midibussen (10-meter) voor de stadsdiensten van Delft en Gouda |
| Den Oudsten B88 SB220 12-meter              | 5130-5158, 5220-5225, 5322-5331, 5397-5401, 5443-5455, 5479-5485 | De serie 5130-5158 was bestemd voor het stadsvervoer in Alphen aan den Rijn |
| Den Oudsten B88 SBG220                      | 7100-7108, 7760-7769 | Aanvankelijk aangeschaft voor het Floriade-vervoer in 1992. In de ZWN-periode gingen een aantal wagens naar Midnet. |
| Den Oudsten Alliance B89                    | 5612-5626 | Aanvankelijk bestemd voor Duitsland. De bussen uit deze serie verschilden onderling dan ook van elkaar. |
| Den Oudsten Alliance B91                    | 2072-2077, 2115-2125 | De 2072-2077 waren bestemd voor de stadsdienst van Nieuwegein, maar werden in 1994 vervangen door de 2115-2125. De 2072-2077 schoven vervolgens door naar Zoetermeer.2115-2125 eerste toelating 01-02-1994. |
| Leyland / Verheul LVB                       | 1107-1111 | |
| Leyland / Den Oudsten LOB                   | 1699-1712, 2024-2028, 2084-2089, 2154-2166, 2167-2169, 2204-2205, 2224-2233, 2247-2255, 2256-2258, 2323-2334, 2335-2362, 2363-2368, 2369-2370, 2492-2497, 2498-2500, 2555-2579, 2580-2594                                                                         | De 1699-1712 waren de laatste in Nederland geleverde Leyland-bussen |
| Leyland / Den Oudsten LOB semitoer          | 2678-2679, 2725, 2737-2743, 2796-2799, 2839-2841, 2842, 2933-2936, 2937-2939, 2941-2943, 2958-2959, 2996-2999 | |
| Leyland / Den Oudsten LOK                   | 5528-5533, 5624-5629, 5643-5648, 5676-5681 | Midibussen (10-meter) voor de stadsdiensten van Delft en Gouda |
| Leyland National                            | 3113-3118 | |
| Mercedes-Benz O317 geleed – Den Oudsten     | 7792-7799, 7800-7813 | Aanvankelijk in 1976 aangeschaft voor het forensenvervoer tussen Den Haag en Zoetermeer (de Zoetermeerlijn moest er nog komen). Hadden 4 bedrijfsdeuren die door de passagiers konden worden bediend en stempelautomaten. De tweede serie werd in 1978 geleverd. Later zijn de meeste exemplaren doorgeschoven naar Nieuwegein waar ze werden ingezet in het forensenvervoer tussen Utrecht en Nieuwegein en een aantal naar Krimpen aan den IJssel voor forensenvervoer naar Rotterdam. Na de komst van de sneltram Utrecht gingen de meeste wagens ook naar Krimpen.    |
| Mercedes-Benz O305 – Vetter 12-meter        | 3145-3149, 3150-3199 | De 3145-3149 werden na ruil met enkele MB200-streekbussen van de WABO verkregen. De wagens werden in 1980 in Duitsland gebouwd zonder interieur en interieurverlichting. Ze werden voorzien van Nederlandse rode skai streekbusbankjes en interieurverlichting van het CSA-1 type. Werden na 10 jaar dienst bij Mercedes ingeruild voor nieuwe 0405 wagens. |
| Mercedes-Benz O305 geleed – Vetter 18-meter | 7814-7843 | Deze serie uit 1980 reed voornamelijk vanuit de vestiging Krimpen aan den IJssel op lijn 93, 96 en 98 en vanuit Ridderkerk. Net als de 3145-3199 werden ze zonder interieur en interieurverlichting vanuit Duitsland geleverd en voorzien van Nederlandse rode skai streekbusbankjes en interieurverlichting van het CSA-1 type. Ze waren voorzien van stempelautomaten en hadden een open instapregime. De laatste wagens gingen buiten dienst na de komst van de tak van de metro in Capelle aan den IJssel in mei 1994. De meeste wagens werden verkocht aan Portugal. |
| Mercedes-Benz O405                          | 3950-3959, 3960-3969, 3970-3979, 4350-4399, 4400-4432, 4490-4499 | |
| Mercedes-Benz O405 geleed                   | 7673-7682, 7783-7792 | Afgeleverd in 1990 en 1991. Reden vanuit Krimpen aan den IJssel op lijn 93, 96, 97 en 98. Sinds mei 1994 hoofdzakelijk op lijn 98 (later lijn 97/98). Wagens hadden stempelautomaten en een open instapregime. |

## Museummaterieel
Later bij Westnederland terechtgekomen bussen:
| Busnummer                       | Merk / Type                  | Bewaard door                                                        | Afbeelding |
| ------------------------------- | ---------------------------- | ------------------------------------------------------------------- | ---------- |
| 4282 (Citosa)                   | Leyland-Verheul LV (toerbus) | Haags Bus Museum                                                    |            |
| 1107 (Citosa)                   | Leyland-Verheul LVB          | Haags Bus Museum                                                    |            |
| 4842 (NZH, later Westnederland) | Leyland-Werkspoor A-Road     | Haags Bus Museum                                                    |            |
| 7639 (RAGOM/Twee Provinciën)    | Leyland-Den Oudsten A-Road   | Haags Bus Museum                                                    |            |
| 2740 (VAGU 74)                  | Leyland-Den Oudsten semitoer | Autobusmuseum Oudewater                                             |            |
| 2743 (VAGU 76)                  | Leyland-Den Oudsten semitoer | Haags Bus Museum                                                    |            |
| 4697 (WSM)                      | Leyland-Werkspoor A-Road     | Stichting Veteraan Autobussen                                       |            |
| 5443 (WSM)                      | Leyland-Verheul LVS          | Haags Bus Museum                                                    |            |
| 7602 (WSM)                      | Leyland-Den Oudsten A-Road   | Voorheen Nederland Spoorwegmuseum (NSM), thans particulier eigendom |            |

Door Westnederland nieuw aangeschafte bussen:
| Busnummer | Merk / Type             | Bewaard door                                     | Afbeelding |
| --------- | ----------------------- | ------------------------------------------------ | ---------- |
| 2086      | Leyland-Den Oudsten LOB | Stichting Veteraan Autobussen (kantinebus)       |            |
| 2587      | Leyland-Den Oudsten LOB | Stichting BEVER (promotiebus)                    |            |
| 3114      | Leyland National        | Haags Bus Museum                                 |            |
| 3681      | DAF-Den Oudsten MB200   | Busmuseum van IJsseldijk                         |            |
| 3882      | DAF-Den Oudsten MB200   | Haags Bus Museum                                 |            |
| 4352      | Mercedes O405           | Haags Bus Museum                                 |            |
| 4408      | Mercedes O405           | Stichting Youngtimer bussen                      |            |
| 5677      | Leyland-Den Oudsten LOK | Noordelijk Bus Museum                            |            |
| 8229      | DAF Den Oudsten MB200   | Stichting Busmuseum (is in ombouw tot cabriolet) |            |

## Westnederland-bussen in hun tweede leven
Na intensief gebruikt te zijn in het Nederlandse openbaar vervoer werden de meeste Westnederland-bussen geëxporteerd naar het buitenland of simpelweg gesloopt. Een bescheiden aantal bussen kreeg nog een toekomst in Nederland. Hieronder volgt een overzicht van de bussen die een opmerkelijk 2e leven kregen:
- Bus 6112, een van de eerste MB200-bussen van Westnederland, werd na afvoer omgebouwd tot rijdende pizzeria. Tot op heden heeft deze bus nog steeds deze functie en is rond Arnhem te bewonderen.
- Truckmagazine Truckstar kocht in 1988 de 2582 en de 2583 voor promotiedoeleinden.
- De bussen 5644 en 5678 werden na afvoer omgebouwd tot campers. Beide bussen bestaan nog steeds.
- HTM-Specials bouwde de 6224 in 1994 om tot luxe cabriolet. Inmiddels rijdt deze bus bij Drenthe Tours.
- Safaripark Beekse Bergen kocht medio jaren 90 een aantal MB200-bussen voor de bussafari's in het wildpark. Het betrof de bussen 8446, 8451, 8453, 8458, 8460, 8461, 8778, 9277 en 9372. De meeste exemplaren doen vandaag de dag nog steeds dienst.
- Den Oudsten B86-bus 6730 werd na afvoer in 1999 omgebouwd tot mobiele snackbar. In die hoedanigheid is deze bus nog steeds in Zeeland te vinden.
- De Westnederland-bussen 9350, 4495 en 4496 kwamen na afvoer terecht bij (het niet meer bestaande) Kwibus Fun Bus, tegenwoordig Knaap Tours. De 9350 is inmiddels afgevoerd, maar de twee Mercedesbussen rijden nog steeds hun rondjes.
- Diverse bussen werden na afvoer omgebouwd tot rijdende motorhomes ten behoeve van het transporteren van stockcars. De bussen 2252, 2841, 6100, 6668, 6671, 6687, 8370 en 9280 was dit lot toebedeeld.
- Enkele B88-bussen kwamen na afvoer bij Thijssen Tours in Geulle terecht. Het betrof de 5143, 5145 en 5326.
- Taxi Maasdriel kocht de B88's 5328 en 5444 op. Ze werden ingezet voor bijzondere vervoeren in de omgeving van 's-Hertogenbosch. Naderhand werden de bussen overgenomen door Juijn uit Rossum, waarna de bussen werden ingeruild bij een handelaar.